# Батальон почётного караула Пекинского гарнизона
Батальон почётного караула Пекинского гарнизона (кит. 北京卫戍区仪仗大队), официально Почётный караул НОАК, — церемониальный почётный караул и специализированное подразделение Народно-освободительной армии (НОАК). В его состав входят представители Сухопутных войск, ВМС и ВВС Народно-освободительной армии. Рост солдата мужского пола в батальоне должен быть не менее 180 см, для женщин не менее 173 см. Подчиняется непосредственно Центральному военному совету КНР, находится в оперативном подчинении Центрального военного округа. Во время парадов батальон возглавляет знаменосец с флагом НОАК, эта традиция, впервые возникла в 1981 г.

## История

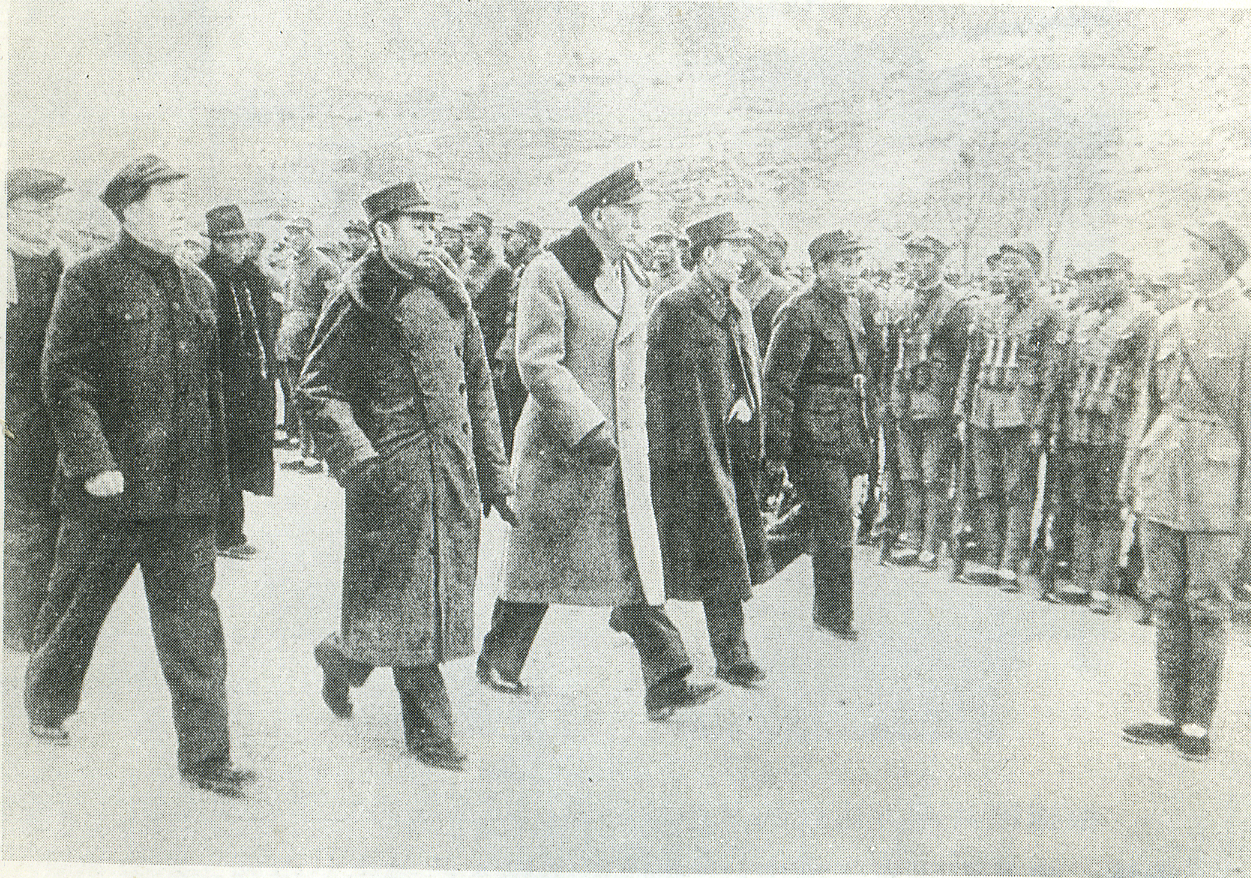
Слева направо: Мао Цзэдун, Чжоу Эньлай, Джордж Маршалл, Чжан Чжичжун и Чжу Дэ инспектируют батальон в 1946 году.

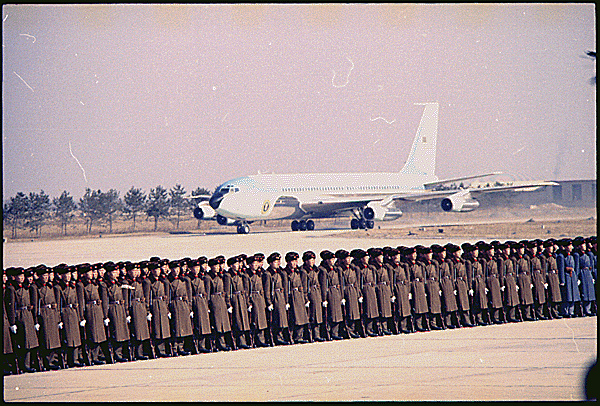
Почетный караул в 1972 году.

В 1946 году в Яньани было сформировано первое китайское церемониальное подразделение, чтобы приветствовать визит генерала Джорджа Маршалла, специального представителя президента США Гарри Трумэна. 16 октября, через 16 дней после провозглашения Китайской Народной Республики, члены отряда оказали почести прибывающему советскому послу Николаю Рощину. В июне 1953 года премьер-министр Чжоу Эньлай приказал создать на базе подразделения служебный батальон. Примерно в то же время батальону было поручено охранять переговоры о войне в Корее. На начальном этапе он базировался в лагере Йилонг и проводил лишь небольшие церемониальные обязанности такие как прибытие президента Индонезии Сукарно в 1956 году и северокорейского лидера Ким Ир Сена и председателя Совета Министров СССР Никиты Хрущева в 1959 году. В 1956 году батальон стал подразделением трёх родов войск, а в сентябре 1957 года премьер Чжоу лично изменил рапорт командира гвардии на: «Товарищ [должность заезжего командира], Почетный караул Народно-освободительной армии Китая выстроился в очередь для вашего осмотра», который используется до сих пор.
Одним из первых крупных государственных визитов, в которых батальону было поручено присутствовать, был визит Ричарда Никсона в Китай в 1972 году, который создал прецедент для протокола НОАК о государственных визитах. В мае 1977 года батальону было поручено поднять национальный флаг на площади Тяньаньмэнь. Это было в списке его обязанностей до декабря 1982 года. В сентябре 1983 года переименован в Почетный караул 1-й гвардейской дивизии Народно-освободительной армии . В январе 1986 года с одобрения штаба Пекинского военного округа подразделение было в последний раз переименовано в его нынешнее название.

### Женщины-солдаты в Почетном карауле НОАК
13 мая 2015 года 13 китайских солдат, пополненных в составе батальона, дебютировали на церемонии встречи Президента Туркменистана Гурбангулы Бердымухамедова. С тех пор женщины-солдаты стояли плечом к плечу со своими коллегами-мужчинами в батальоне на государственных мероприятиях и парадах. В июне 2018 года в батальоне был создан отдельный женский отряд в составе 55 женщин почетного караула из НОАК в результате реформы церемонии вручения воинских почестей иностранным лидерам. Этот отряд впервые принял участие в визите президента России Владимира Путина, президента Кыргызстана Сооронбая Жээнбекова и президента Казахстана Нурсултана Назарбаева  в Пекин в том же месяце.

## Миссия
Его миссии включают в себя:

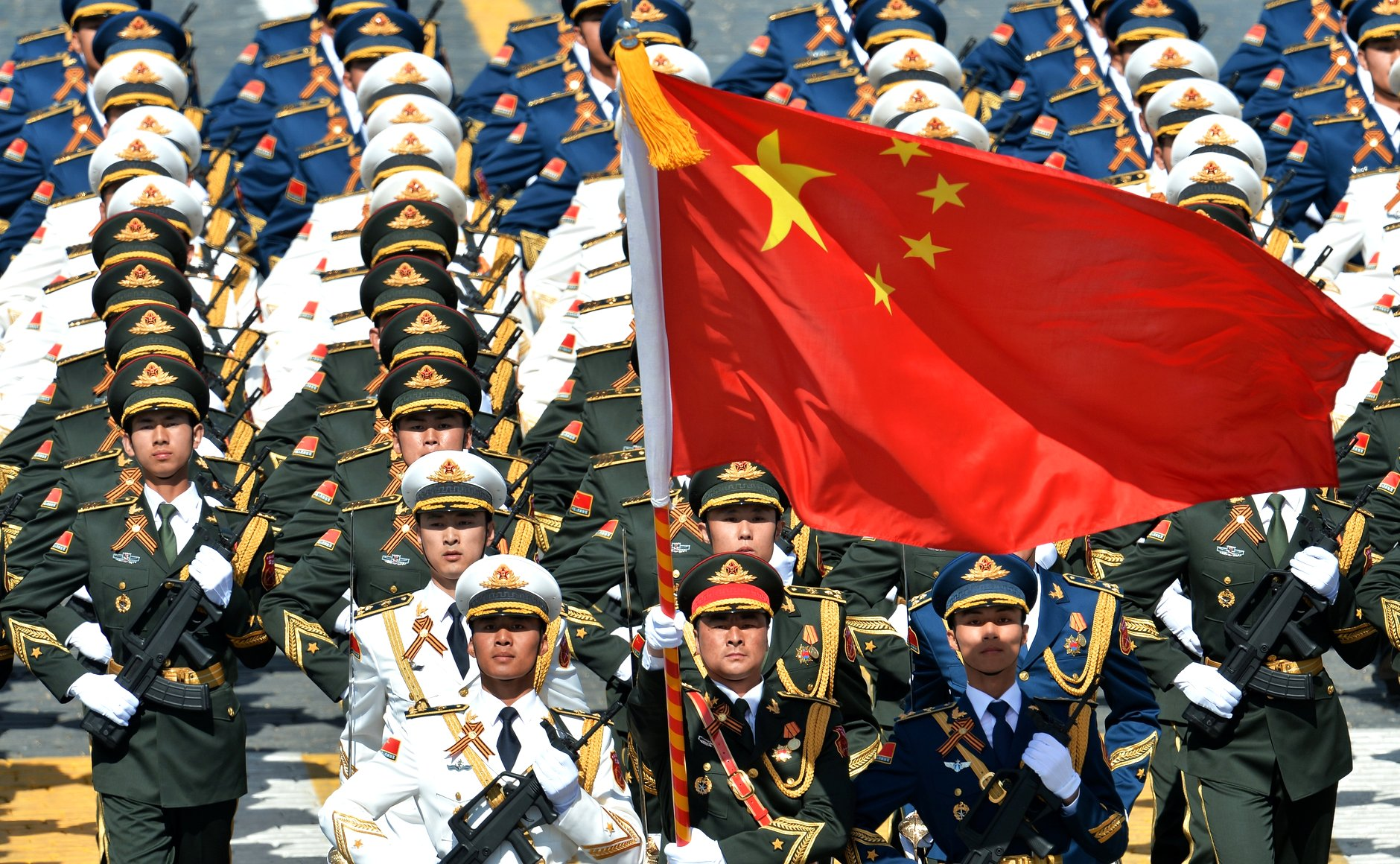
Батальон на Параде Победы в Москве 2015 г.

- Оказание почестей высокопоставленным национальным и иностранным деятелям во время их визитов в КНР (обычно внутри или во дворе Большого Дома народных собраний в Пекине)
- Принятие участия в церемонии возложения венков
- Предоставление роты знаменосцев для церемонии поднятия государственного флага на площади Тяньаньмэнь.
- Предоставление почетного караула для государственных похорон высокопоставленных деятелей партии, погибших ветеранов НОАК и военнослужащих срочной службы, погибших в бою.

### Известные события и мероприятия, связанные с миссией
Он также осуществляет смену караула на площади Тяньаньмэнь и поднятие флага Китая (с 1977 по 1982 год и с 2018 года). Он также выступал на общественных мероприятиях, таких как Летние Олимпийские игры 2008 года, Летние Паралимпийские игры 2008 года, Азиатские игры 2010 года, Азиатские Паралимпийские игры 2010 года, Зимние Олимпийские игры 2022 года, Зимние Паралимпийские игры 2022 года. Гвардейцы также участвовали в  поднятии китайского национального флага в Гонконге в 1997 году и в Макао в 1999 году.
В апреле 2001 года министр обороны Габона и будущий президент Габона Али Бонго был приглашен посетить Китай. Осмотрев почетный караул по прибытии, он предложил своему китайскому коллеге Чи Хаотяню, чтобы члены батальона отправились в Габон, чтобы помочь создать и обучить профессиональные церемониальные подразделения в вооруженных силах Габона . В марте 2003 г., спустя чуть менее трех лет, Министерство национальной обороны согласилось на просьбу Бонго и к концу ноября того же года направило в Либревиль четырех офицеров во главе с подполковником Ван Юаньцзином, после чего они остались обучать габонские войска. Это был первый случай, когда член Почетного караула НОАК обучал иностранное церемониальное подразделение. Позже он посетит другие страны, такие как Демократическая Республика Конго, Руанда, Мавритания и Катар, обучая членов почетных караулов, а также солдат действительной службы для парадов. Во время ежегодного парада в честь Национального дня в Катаре в 2017 году солдаты на параде приняли китайский стиль марша, который стал результатом обучения членов батальона.

## Парадная форма

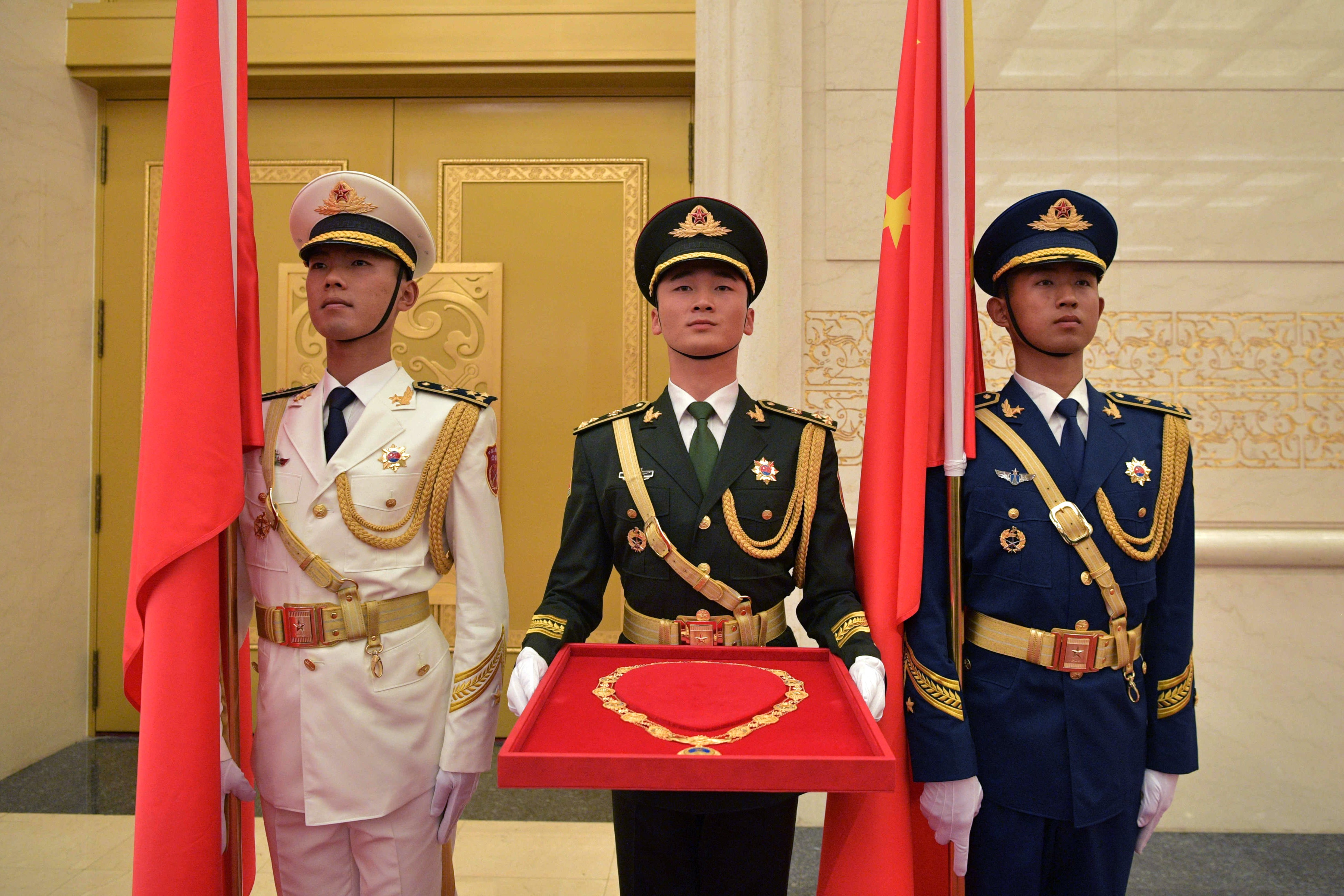
бойцы Почётного караула в форме ВМС, СВ, ВВС

С момента основания до 1955 года батальон не имел официальной парадной формы и носил только шинели, захваченные у японской армии после Второй мировой войны. С 1955 года батальон впервые использовал парадную форму китайского производства. В 1987 году Центральный военный совет КНР приказал реформировать армейскую форму, снова заказав батальону церемониальную форму, и 1 октября 1992 года батальон получил церемониальные сабли, которые он впервые использовал во время визита президента Нельсона Манделы . Сегодня в подразделении используется униформа Типа 07.

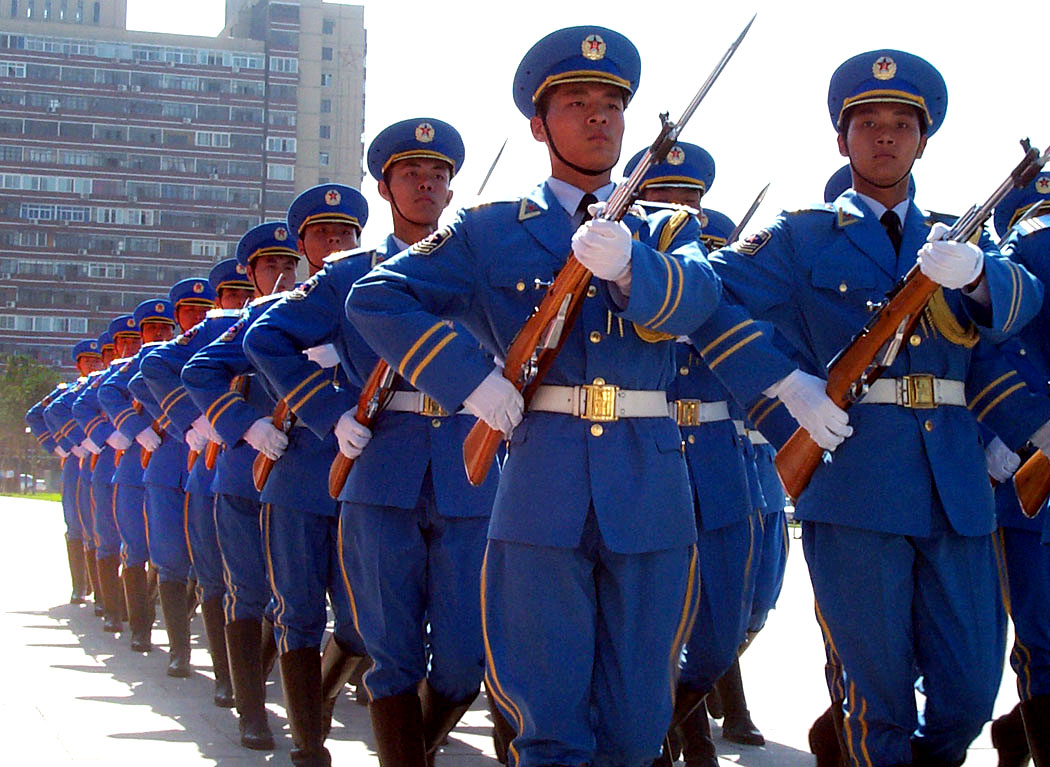
Летчики во время церемонии прибытия
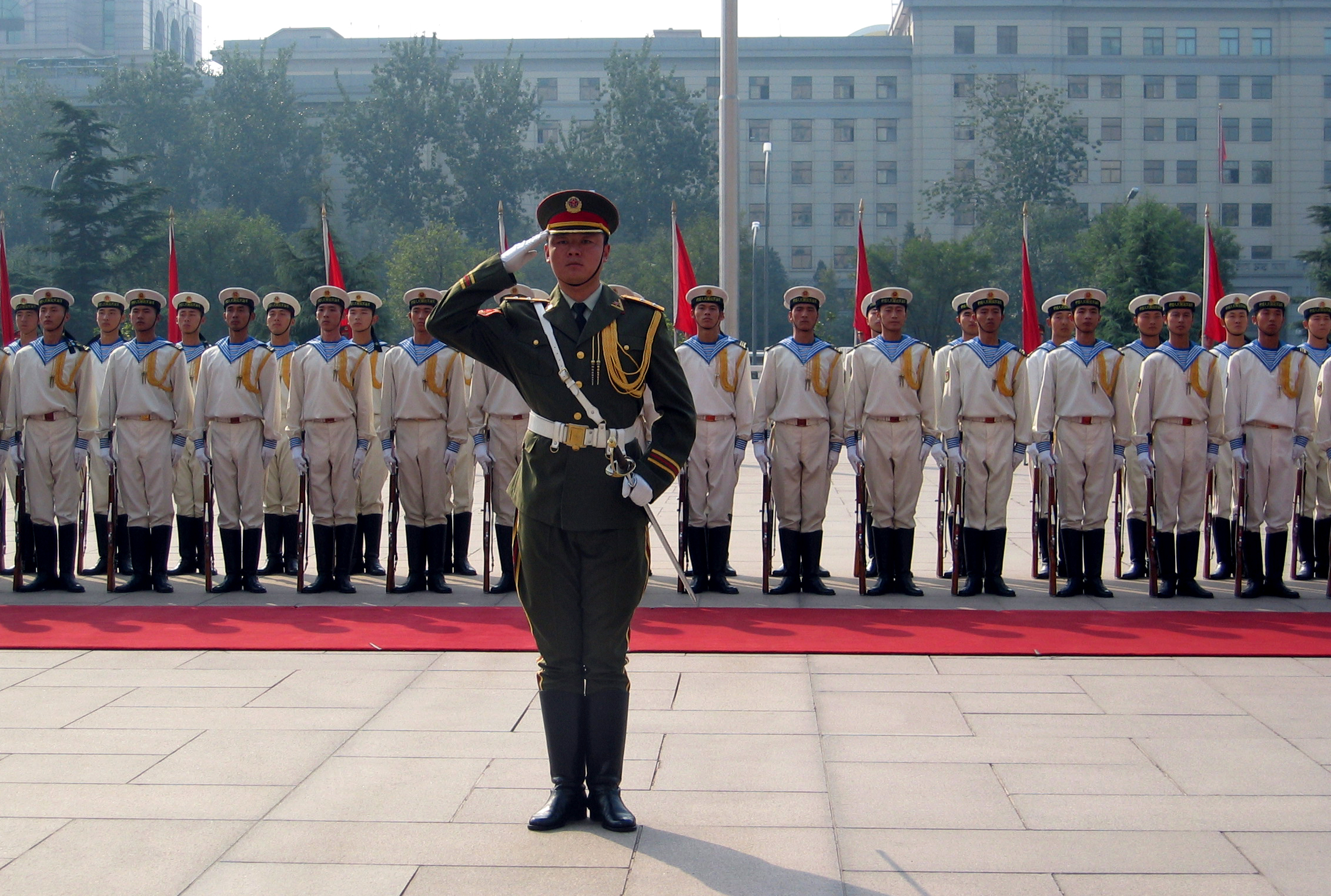
Моряки батальона, а также командир стоят по стойке смирно во время визита Дональда Х. Рамсфелда в Пекин, 19 октября 2005 года.
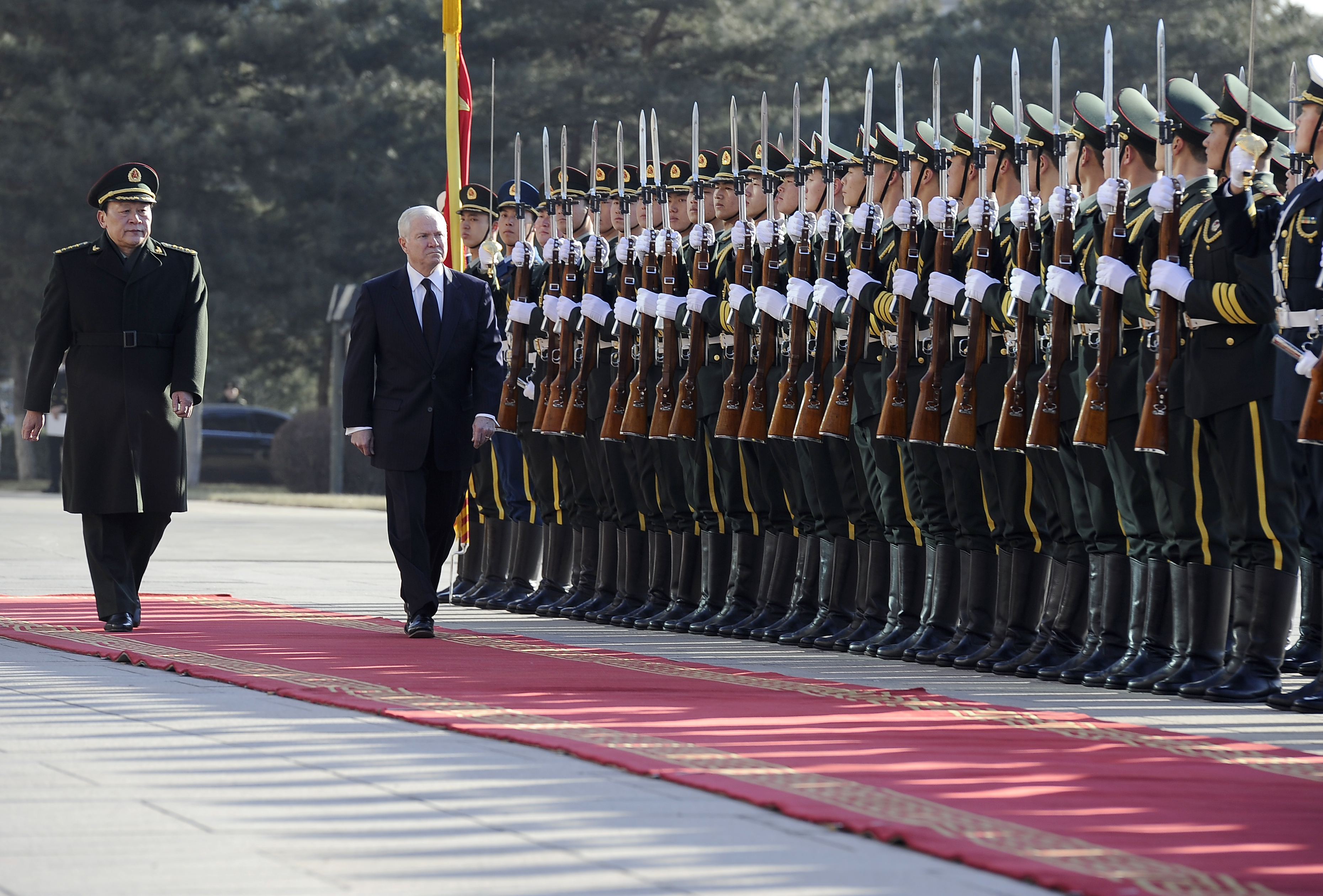
Роберт Гейтс инспектирует батальон, январь 2011 года.
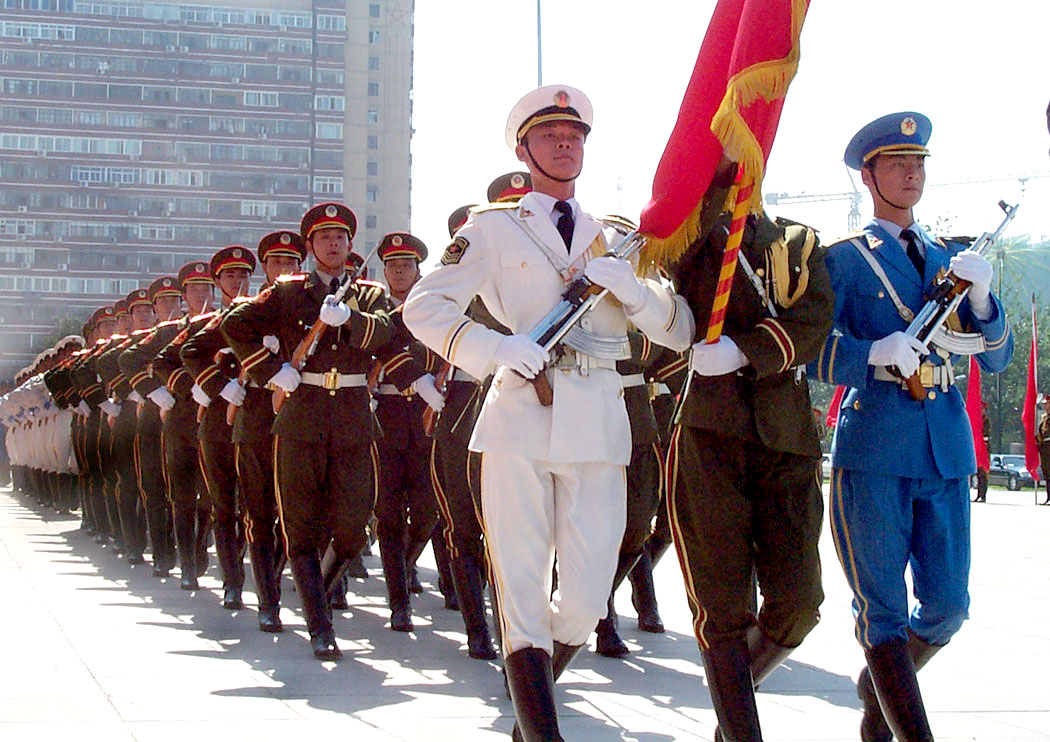
Гвардейцы трёх родов войск возглавляют батальон во время парада.
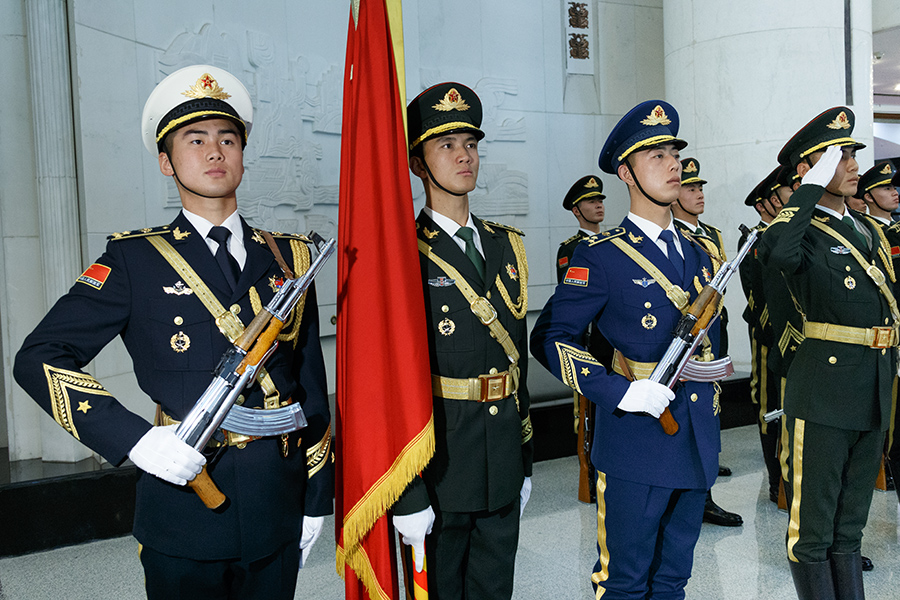
Караул во время церемонии прибытия Сергея Шойгу, ноябрь 2016 года.
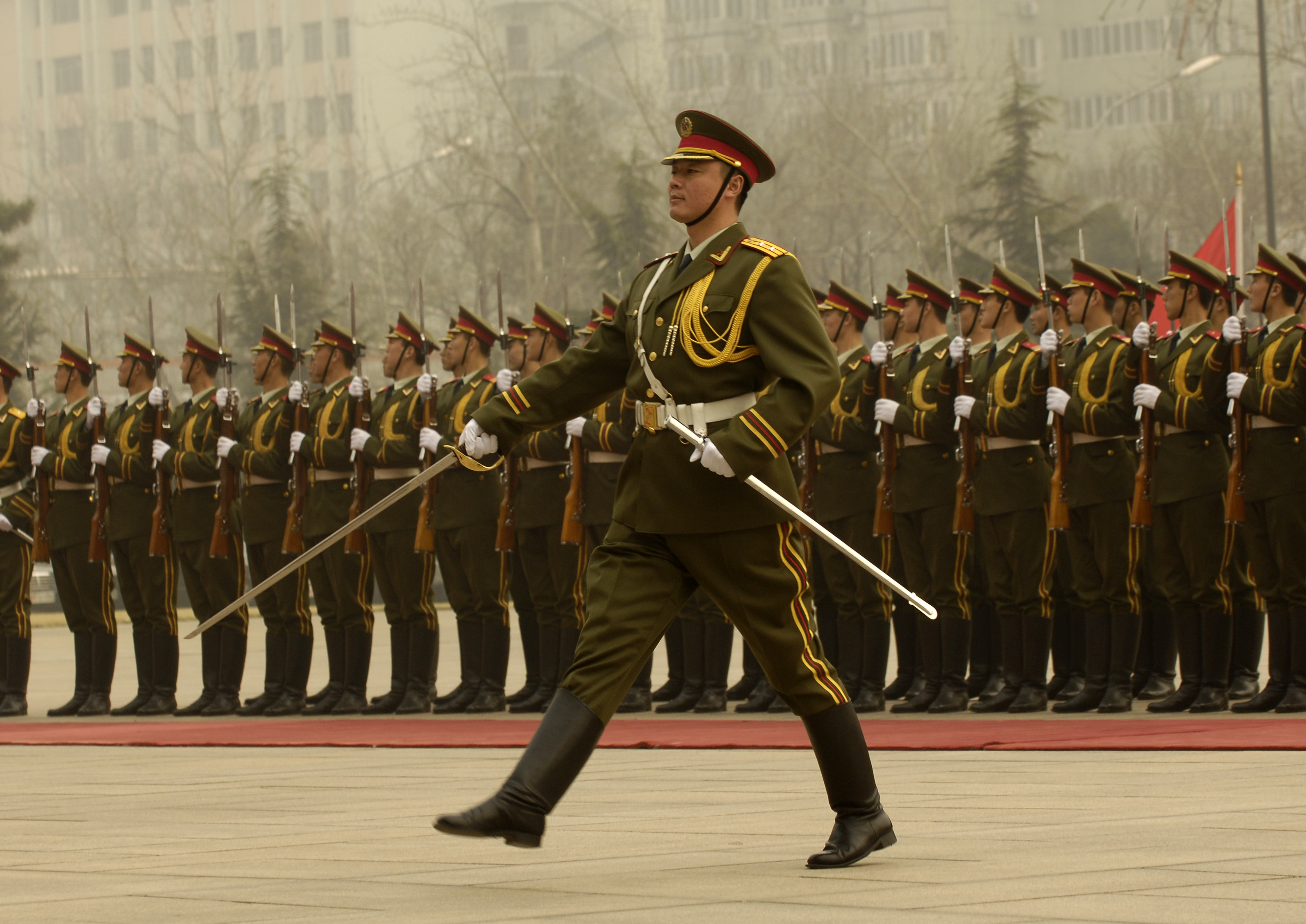
Командир почетного караула отдает честь во время марша.
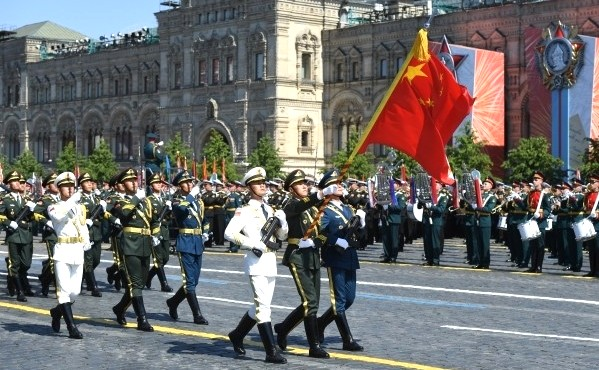
Солдаты батальона маршируют по Красной площади в июне 2020 года.

## Смотрите также
- Республиканская гвардия, Франция
- Преображенский полк, Россия
- Гренадерская гвардия, Великобритания

## Внешние ссылки
- How to Be A Member of China's PLA's Guard of Honor на YouTube
- PLA’s Three Services Honor Guard performs for their parents на YouTube
- Daily Training of Tiananmen Square Honor Guard на YouTube
- What does it take to become a PLA honor guard? на YouTube
- Оркестр и рота почетного караула Народно-освободительной армии Китая на YouTube
- +4:3 Rare chance to see honour guard for Peoples' Liberation Army на YouTube
- 再见，走过天安门的仪仗兵 20191022 на YouTube
- The PLA Guards of Honor на YouTube